# Berom
I Berom o Birom sono un gruppo etnico della Nigeria, che vive principalmente nello stato di Plateau, e marginalmente nella parte meridionale dello stato di Kaduna. Parlano la lingua berom, appartenente al ramo platoide delle lingue Benue-Congo.
I Berom tracciano la loro origine nella cultura di Nok, una civiltà fiorita nella Nigeria centrale tra il 200 a.C. e il 1.000 d.C. La grande maggioranza è di religione cristiana, fatto che ha causato nella storia recente numerosi scontri religiosi con gli altri popoli musulmani della regione, tra cui gli Hausa e i Fulani.
I Berom hanno un sovrano supremo chiamato Gbong Gwom Jos. il cui ruolo fu introdotto nel 1935 dall'amministrazione coloniale britannica della Nigeria settentrionale. All'epoca la Nigeria settentrionale era composta da caratteristiche linguistiche e culturali completamente diverse da quelle dell'altopiano di Jos, dove vivevano i Berom. Questa ignoranza delle differenze etniche aveva inizialmente incoraggiato l'istituzione di capi locali Hausa per supervisionare la creazione dell'autorità nativa dei Berom, scelta che si rivelò infelice a causa di opinioni e interessi contrastanti tra i due popoli, e diede inizio alla tensione etnica che dura ancora oggi.